# Fuleli
Fuleli és un canal hidràulic del Sind al Pakistan. Pren l'aigua de l'Indus a uns 15 km al nord d'Hyderabad (Pakistan); una segona branca fou construïda el 1856 a Jamshora a uns 7 km d'Hyderabad, que va donar molta efectivitat al canal. Per 30 km al sud d'Hyderabad el Fuleli actua com un riu i canal. En lloc de retornar a l'Indus com inicialment es va fer seguir cap al sud per obra de Mian Nur Muhammad Kalhora i els mirs locals, per regar les seves terres, i va esdevenir un canal de gran llargada. El març de 1900 va esdevenir perenne per la connexió amb l'antic llit d'un riu anomenat Puran que porta l'excés d'aigua cap a la mar. El canal principal mesura 158 km i les diverses branques 1.470 km. El cabal hidràulic màxim mesurat en temps de pluja vers el 1900 fou de 300 metres cúbics per segon, i amb la construcció d'una nova captació podia arribar a 360 metres cúbics.